# 桫椤
桫椤（学名：Alsophila spinulosa），又名台湾桫椤、桫椤树、树蕨、蕨树、水桫椤、刺桫椤、大贯众、龙骨风、七叶树、蛇木，是桫椤科桫椤属的一种蕨类植物，有“蕨类植物之王”赞誉。
木本，茎柱状，直立，高3－8米；叶柄与叶轴为暗紫色，密生小刺；叶片长1－3米，三回羽状分裂，以螺旋方式排列；孢子囊群多数，小型，近小羽轴着生。
生于林下或溪边荫地；产於中国大陆的西藏贵州赤水及南方各地，在尼泊爾、印度錫金、不丹、印度、緬甸、泰國、越南、菲律賓及日本南部也有分布，在臺灣則格外常見於山野林地中。茎含淀粉，可供食用。
被列入中國國家重點保護野生植物名錄；受到香港法例96章林務規例保護。
干燥後的桫椤茎碎屑被称为“蛇木屑”，可用作兰花等植物的栽培基質。